# Les Authieux-du-Puits
Les Authieux-du-Puits é uma comuna francesa na região administrativa da Normandia, no departamento Orne. Estende-se por uma área de 4,43 km². Em 2010 a comuna tinha 76 habitantes (densidade: 17,2 hab./km²).